# Лукаш Роган
Лукаш Роган (чеськ. Lukáš Rohan, нар. 30 травня 1995) — чеський веслувальник, срібний призер Олімпійських ігор 2020 року.

## Виступи на Олімпіадах
| Олімпіада  | Дисципліна             | Місце |
| ---------- | ---------------------- | ----- |
| Токіо 2020 | каное-одиночки, слалом | 2     |
| Париж 2024 | каное-одиночки, слалом | 6     |
| Париж 2024 | байдарки-крос          | 4     |

## Зовнішні посилання
- Лукаш Роган на сайті International Canoe Federation (англійська)
- Лукаш Роган на сайті Olympedia (англійська)
- Лукаш Роган на сайті Czech Olympic Committee (чеська)